# Білянківська сільська рада
Біля́нківська сільська рада (рос. Белянковский сельский совет) — муніципальне утворення у складі Білокатайського району Башкортостану, Росія. Адміністративний центр — село Білянка.

## Населення
Населення — 1484 особи (2019, 1811 в 2010, 2011 в 2002).

## Склад
До складу поселення входять такі населені пункти:
| Населений пункт         | Населення, осіб (2002) | Населення, осіб (2010) |
| ----------------------- | ---------------------- | ---------------------- |
| Ашаєво, присілок        | 280                    | 233                    |
| Білянка, село           | 883                    | 853                    |
| Каюпово, присілок       | 138                    | 122                    |
| Кірікеєво, присілок     | 316                    | 310                    |
| Нова Маскара, село      | 124                    | 119                    |
| Перевоз, присілок       | 17                     | 6                      |
| Стара Маскара, присілок | 145                    | 120                    |
| Шайдала, присілок       | 108                    | 48                     |